# Re-Union
Re-Union fueron un dúo musical de corta duración procedente de los Países Bajos, formado a finales de 2003 con intención de participar en el Festival de la Canción de Eurovisión 2004. El dúo estaba dormado por Paul de Corte (nacido el 28 de febrero de 1979) y Fabrizio Pennisi (nacido el 29 de septiembre de 1979).
Pennisi era uno de los fundadores de la boy band All Of Us, formada en 1998, a la que se unió de Corte en 2001. La banda se disolvió a finales de 2002, pero Pennisi y de Corte siguieron siendo amigos, y se les ofreció la oportunidad de interpretar la canción "Without You" en la selección para elegir representante en el Festival de Eurovisión. El 22 de febrero, "Without You" fue elegida la ganadora.
Ante el aumento de países que deseaban participar en el Festival de Eurovisión, se decidió introducir el sistema de Semifinales. Como en 2003 los Países Bajos no se habían calificado entre los diez primeros países, tuvieron que disputar la semifinal que se disputó el 12 de mayo en la ciudad de Estambul. Re-Union actuaron entre 22 países y tras la votación acabaron sextos, calificándose para la final que se celebró el 15 de mayo. En la final acabaron en la 20.ª posición entre 24 países.
"Without You" alacanzó la posición 12 en las listas de éxitos holandesas, en septiembre de 2004 el dúo lanzó "If You Love Somebody", que alanzó un número 36. Desde entonces han seguido caminos separados.